# Hemipachnobia monochromatea
Hemipachnobia monochromatea là một loài bướm đêm trong họ Noctuidae.